# Dust (album Tremonti)
Dust è il terzo album in studio del gruppo musicale statunitense Tremonti, pubblicato il 29 aprile 2016 dalla FRET12.

## Tracce
1. My Last Mistake – 4:30
2. The Cage – 3:35
3. Once Dead – 3:06
4. Dust – 5:22
5. Betray Me – 4:05
6. Tore My Heart Out – 5:08
7. Catching Fire – 4:41
8. Never Wrong – 4:42
9. Rising Storm – 3:18
10. Unable to See – 4:57

## Formazione
Gruppo
- Mark Tremonti – voce, chitarra solista, arrangiamento
- Eric Friedman – cori, chitarra, arrangiamento
- Garrett Whitlock – batteria, arrangiamento
- Wolfgang van Halen – cori, basso, arrangiamento

Produzione
- Michael "Elvis" Baskette – arrangiamento, produzione, missaggio
- Jef Moll – ingegneria del suono
- Kevin Thomas – assistenza tecnica
- Ted Jensen – mastering
- Stephanie Jeny – assistenza al mastering

## Classifiche
| Classifica (2016)         | Posizione massima |
| ------------------------- | ----------------- |
| Australia                 | 58                |
| Austria                   | 33                |
| Belgio (Fiandre)          | 51                |
| Belgio (Vallonia)         | 109               |
| Germania                  | 31                |
| Italia                    | 62                |
| Paesi Bassi               | 27                |
| Regno Unito               | 16                |
| Stati Uniti               | 34                |
| Stati Uniti (hard rock)   | 3                 |
| Stati Uniti (independent) | 3                 |
| Stati Uniti (rock)        | 4                 |
| Svizzera                  | 28                |